# KBS 웹드라마 스페셜
KBS 웹드라마 스페셜은 매주 금요일 밤 1시에 KBS 1TV에서 방송되었던 웹드라마다.

## 방송 시간
| 방송 채널 | 방송 기간                           | 방송 시간                         |
| --------- | ----------------------------------- | --------------------------------- |
| KBS 2TV   | 2015년 6월 12일 ~ 2015년 7월 3일    | 매주 금요일 밤 1:00 ~ 2:00 (60분) |
| KBS 1TV   | 2015년 10월 30일 ~ 2015년 11월 20일 | 매주 금요일 밤 1:00 ~ 2:00 (60분) |

## 작품 리스트
|  | - 아래의 텔레비전 드라마 중 2002년 11월 이후에 시청 가능 연령을 표시하는 드라마 등급 제도를 의무적으로 시행하고 있습니다. - 2017년 3월 1일부터 TV 프로그램 등급 표시 외에 주제, 폭력성, 선정성, 언어, 모방 위험 등 분류 사유 표시를 의무적으로 시행하고 있습니다. |

### 2015년
| 회차 | 방송일    | 작품명           | 출연자 | 원작    | 각본                   | 연출           |
| ---- | --------- | ---------------- | --- | ------- | ---------------------- | -------------- |
| 1화  | 6월 12일  | 프린스의 왕자    | 최종훈, 임윤호, 서유나, 손세빈, 김민철, 우혁, 한제후, 이수광, 민진웅, 배민정, 김보민, 이지영, 김하윤, 도해, 이택근, 송승민, 구한회, 곽민규, 김광섭                                                 | 재아 SE | 재아, 김민혜           | 신주환, 최형준 |
| 2화  | 6월 19일  | 프린스의 왕자    | 최종훈, 임윤호, 서유나, 손세빈, 김민철, 우혁, 한제후, 이수광, 민진웅, 배민정, 김보민, 이지영, 김하윤, 도해, 이택근, 송승민, 구한회, 곽민규, 김광섭                                                 | 재아 SE | 재아, 김민혜           | 신주환, 최형준 |
| 3화  | 6월 26일  | 어바웃 러브      | 1부 Milky Love 케빈(유키스), 지엔(라붐), 오정태, 한정우, 유예빈 | 김화영  | 심광섭                 | 이경석         |
| 3화  | 6월 26일  | 어바웃 러브      | 2부 Secret Love 김동준(제아), 유리나(Irena), 김경진, 춘자, 임정한, 김경록(V.O.S) | 원미진  | 심광섭                 | 이경석         |
| 4화  | 7월 3일   | 모모살롱         | 리지, 박정민, 이미영, 유옥주, 김규리, 김도형, 이상희, 김이안, 신채은, 이나리, 정종열, 육미옥, 정현석, 정소용, 정경도, 고재운, 황민현, 김목인, 최송희, 김도희                                       |         | 민예지                 | 김태희         |
| 5화  | 10월 30일 | 9초, 영원의 시간 | 이주승, 해령(베스티), 이재형, 후지이 미나, 박리디아, 김민수, 김솔빈, 황병효, 권진우, 방수현, 윤세은, 김서후, 손성찬, 서아현                                                                        |         | 김경주                 | 박찬율         |
| 6화  | 11월 6일  | 아부쟁이 얍!     | 곽동연, 보라, 이재진, 한정수, 문원주, 배슬기, 김영준, 정재형, 박휘순, 강윤진, 배진웅, 방협, 추소정, 양수빈, 박은지, 이철민, 조연우, 하리수                                                         |         | 이민희                 | 권수경, 김희성 |
| 7화  | 11월 13일 | 미싱코리아       | 김정훈, 박산다라, 김정석, 이지현, 하은설, 백보람, 김지향, 빛나, 김나연, 장혁진, 이윤상, 성낙경, 신준철, 데이나, 옥수정                                                                             |         | 김영언, 권상희         | 민두식         |
| 8화  | 11월 20일 | 연애탐정 셜록K   | 남보라, 박민우, 정진영, 윤보미, 박진주, 조용근, 김률, 정시현, 김부현, 염시윤, 김지연, 정은성, 이선경, 이나연, 김형준, 엄지은, 이동진, 박서연, 임승규, 이현정, 박선, 이시우, 허동원, 이경애, 강성용 |         | 이현숙, 김응석, 이영서 | 김아론         |

## 시청률
- AGB 닐슨 미디어리서치

| 회차 | 방송 일자        | 전국 시청률(증감치) |
| ---- | ---------------- | ------------------- |
| 1화  | 2015년 6월 12일  | 0.8%                |
| 2화  | 2015년 6월 19일  | 0.8%                |
| 3화  | 2015년 6월 26일  | 0.3%                |
| 4화  | 2015년 7월 3일   | 미집계              |
| 5화  | 2015년 10월 30일 | 미집계              |
| 6화  | 2015년 11월 6일  | 1.1%                |
| 7화  | 2015년 11월 13일 | 1.3%                |
| 8화  | 2015년 11월 20일 | 0.6%                |

## 같이 보기
| - KBS 문예극장 - KBS TV 문학관 - KBS 드라마 초대석 - KBS 논픽션 드라마 - KBS TV 문예극장 - KBS 신 TV 문학관 - KBS HDTV 문학관 - KBS 드라마게임 - KBS 드라마 스페셜 (구) - KBS 테마 드라마 - KBS 금요극장 - KBS 일요베스트 - KBS 드라마시티 - KBS 드라마 스페셜 (신) - KBS 드라마 스페셜 연작 시리즈 - KBS 웹드라마 스페셜 - KBS 청소년문학관 - KBS 가요드라마 | - MBC 베스트셀러극장 - MBC 금요극장 - MBC TV 피처 - MBC 베스트극장 - MBC 일요 드라마 극장 - MBC 드라마 페스티벌 - SBS 여성극장 - SBS 70분드라마 - SBS 오픈드라마 남과여 - JTBC 드라마페스타 - tvN 드라마 스테이지 - tvN 드라마 O'PENing |